# Großer Preis von China 2007
Der Große Preis von China 2007 (offiziell 2007 Formula 1 Sinopec Chinese Grand Prix) fand am 7. Oktober auf dem Shanghai International Circuit in Shanghai statt und war das 16. Rennen der Formel-1-Weltmeisterschaft 2007.

## Berichte

### Hintergrund
Das Rennen war das letzte, bei dem Zigarettenwerbung offen auf einem Formel-1-Wagen zu sehen war, wobei es sich um das Marlboro-Sponsoring von Ferrari handelte.
Nach dem Großen Preis von Japan führte Lewis Hamilton in der Fahrerwertung mit zwölf Punkten vor Fernando Alonso und mit 17 Punkten vor Kimi Räikkönen. Alle drei hatten noch Chancen auf den Weltmeistertitel. Ferrari, die nach dem Großen Preis von Belgien bereits als Weltmeister feststanden, führte in der Konstrukteurswertung mit 82 Punkten vor BMW Sauber und mit 119 Punkten vor Renault. McLaren-Mercedes wurden aufgrund der Spionage-Affäre gegen Ende der Saison alle Weltmeisterschaftspunkte abgezogen.
Sebastian Vettel wurde wegen eines Auffahrunfalles beim vorherigen Rennen mit Mark Webber eigentlich mit einer Rückversetzung um zehn Startplätze bestraft, die Strafe wurde allerdings nach Protest wieder aufgehoben.
Für den Österreicher Alexander Wurz sollte es das letzte Grand-Prix-Wochenende werden.
Mit Alonso und Rubens Barrichello (jeweils einmal) traten zwei ehemalige Sieger zu diesem Grand Prix an.

### Training
Im ersten freien Training fuhr Räikkönen mit 1:37,024 Minuten die schnellste Runde vor Alonso im McLaren und Felipe Massa im zweiten Ferrari. Kazuki Nakajima ersetzte bei Williams Wurz im ersten freien Training.
Am Nachmittag fuhr Räikkönen mit 1:36,607 Minuten wiederum Bestzeit vor Alonso und Massa.
Im letzten freien Training wurde Räikkönen mit 1:36,100 Minuten erneut Erster, diesmal vor Alonso und Hamilton.

### Qualifikation
Das Qualifying bestand aus drei Teilen mit einer Nettolaufzeit von 45 Minuten. Im ersten Qualifying-Segment (Q1) hatten die Fahrer 18 Minuten Zeit, um sich für das Rennen zu qualifizieren. Alle Fahrer, die im ersten Abschnitt eine Zeit erzielten, die maximal 107 Prozent der schnellsten Rundenzeit betrug, qualifizierten sich für den Grand Prix. Die besten 16 Fahrer erreichten den nächsten Teil. Räikkönen war Schnellster. Die beiden Spyker, Takuma Satō, Wurz, Giancarlo Fisichella und Barrichello schieden aus.
Der zweite Abschnitt (Q2) dauerte 15 Minuten. Die schnellsten zehn Piloten qualifizierten sich für den dritten Teil des Qualifyings. Räikkönen war erneut Schnellster. Die beiden Toro Rosso, Nico Rosberg, Anthony Davidson, Heikki Kovalainen und Jarno Trulli schieden aus.

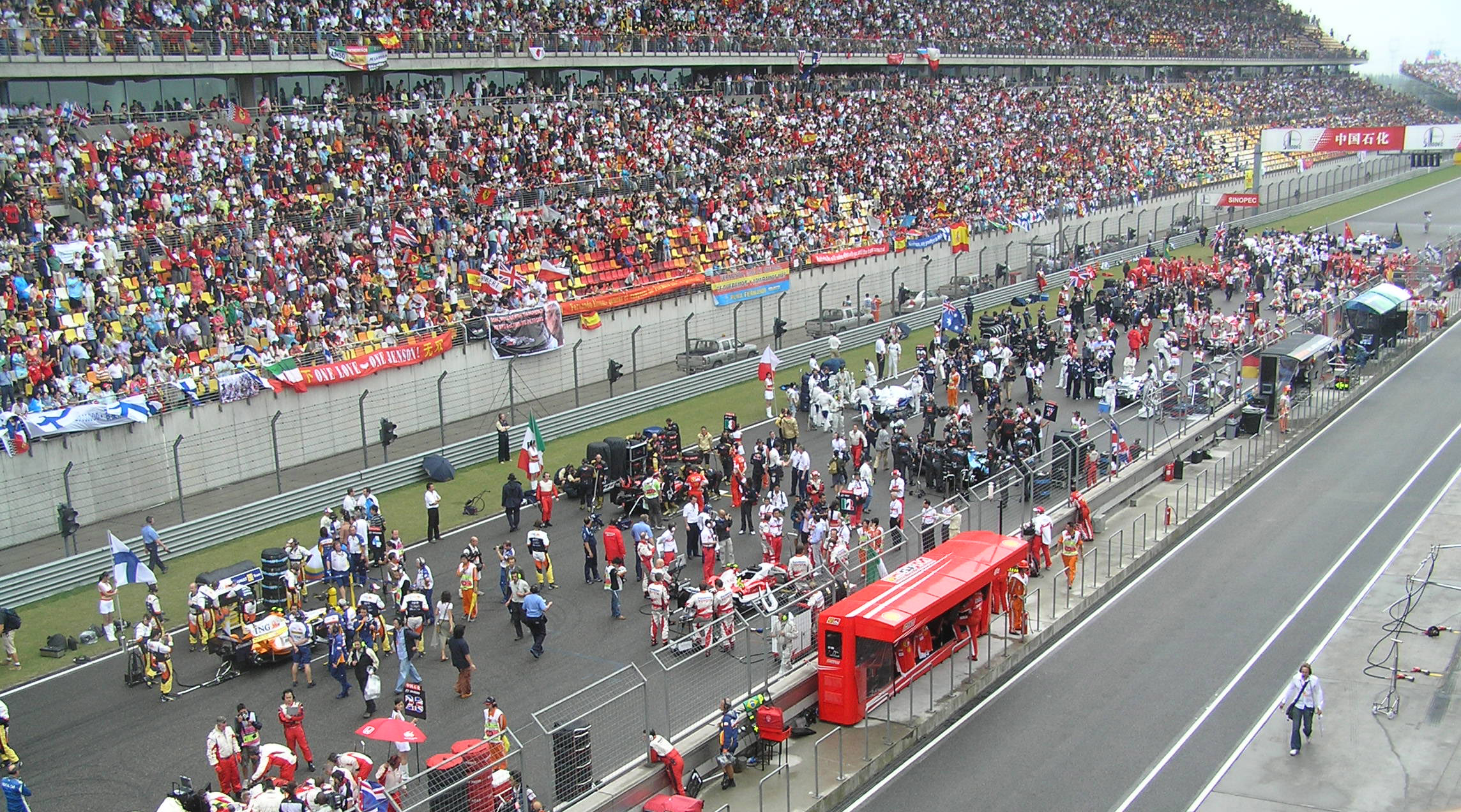
Der Grid vor dem Rennstart

Der letzte Abschnitt (Q3) ging über eine Zeit von zwölf Minuten, in denen die ersten zehn Startpositionen vergeben wurden. Hamilton fuhr mit einer Rundenzeit von 1:35,908 Minuten die Bestzeit vor den beiden Ferrari von Räikkönen und Massa und sicherte sich seine sechste Pole-Position.

### Rennen
Ein vor dem Rennen befürchteter Taifun blieb aus, jedoch war die Strecke nass, so dass alle Fahrer auf Intermediates starteten.
Hamilton verteidigte am Start seine Führung. Alonso versuchte Räikkönen und Massa zu überholen, was ihm jedoch nicht gelang. Ansonsten verlief der Start weitgehend glatt, bis auf Ralf Schumacher im Toyota, der nach Kurve eins weit zurückgefallen war. Den einzigen Unfall der Anfangsphase gab es, als Barrichello und Davidson zusammenstießen. Davidson musste in Runde neun aufgeben, Barrichello konnte das Rennen fortsetzen.
Zwischen Rosberg, Wurz und Schumacher kam es zum Kampf um die Positionen. Kovalainen, der Probleme mit seinem Auto hatte, hielt mehrere schnellere Fahrer hinter sich auf. Vorne setzte sich Hamilton ab, sein Vorsprung lag nach sieben Runden bereits bei fünf Sekunden. Vitantonio Liuzzi gelang es mit mehreren Überholmanövern bis auf Platz fünf vorzufahren.
Trockener werdende Streckenverhältnisse führten zu stark abgefahrenen Intermediates und dazu, dass Hamilton (Runde 15), Massa (17), Alonso (18) und Räikkönen (19) zum Reifenwechsel an die Box kommen mussten. Webber wechselte als erster auf Trockenreifen. Wurz fuhr auf Trockenreifen mehrere schnellste Runden.
Zuvor kam es zu einem Zusammenstoß zwischen Schumacher und Liuzzi. Schumacher konnte sein Rennen fortsetzen, musste es jedoch in Runde 25 nach einem Dreher beenden, als der Regen kurzzeitig wieder stärker wurde. Adrian Sutil schied in Runde 24 nach einem schweren Unfall aus, bei dem er jedoch unverletzt blieb.
Kurzzeitig setzte starker Regen ein. Da dieser aber nicht lange anhielt, blieben die Fahrer auf Trockenreifen. Die Topfahrer zögerten mit ihrem zweiten Boxenstopp. Alonso ging an Massa vorbei, Räikkönen kam Hamilton nahe.
In Runde 29 übernahm Räikkönen die Führung übernehmen. Hamiltons rechter Hinterreifen war so abgefahren, dass die Karkasse bereits sichtbar war. McLaren ließ ihn jedoch weiterhin draußen. Erst am Ende von Runde 31 kam Hamilton zum Boxenstopp. An der Boxeneinfahrt rutschte er ins Aus. Herbeigeeilte Streckenposten konnten ihn nicht wieder anschieben, er musste das Rennen aufgeben.
Die späten Reifenwechsel der Führenden führten dazu, dass Kubica nun an der Spitze lag. Ein technischer Defekt führte jedoch in Runde 34 zum Aus. Räikkönen lag wieder in Führung vor Alonso und Massa. Vettel war mit einem fehlerlosen Rennen bis auf Platz vier nach vorn gekommen. Es war das bis dahin beste Ergebnis in seiner noch jungen Formel-1-Karriere und das beste Ergebnis von Toro Rosso seitdem das Team 2006 aus dem ehemaligen Minardi-Team hervorgegangen war. Platz fünf ging an Button, Sechster wurde Liuzzi vor Heidfeld und Coulthard.
Räikkönens Sieg markierte den 200. Grand-Prix-Sieg für die Scuderia Ferrari.
Mit Hamilton, Alonso und Räikkönen hatten zum ersten Mal seit 1986 noch mehr als zwei Fahrer vor dem letzten Rennen Chancen auf den Weltmeistertitel.

#### Nach dem Rennen
Wurz gab am Tag nach dem Rennen seinen sofortigen Rücktritt aus der Formel 1 bekannt. Williams kündigte daraufhin an, dass er für das letzte Rennen durch Nakajima ersetzt werde.

## Meldeliste
| Team                        | Nr. | Fahrer               | Chassis           | Motor                | Reifen |
| --------------------------- | --- | -------------------- | ----------------- | -------------------- | ------ |
| Vodafone McLaren Mercedes   | 01  | Fernando Alonso      | McLaren MP4-22    | Mercedes-Benz 2.4 V8 | B      |
| Vodafone McLaren Mercedes   | 02  | Lewis Hamilton       | McLaren MP4-22    | Mercedes-Benz 2.4 V8 | B      |
| ING Renault F1 Team         | 03  | Giancarlo Fisichella | Renault R27       | Renault 2.4 V8       | B      |
| ING Renault F1 Team         | 04  | Heikki Kovalainen    | Renault R27       | Renault 2.4 V8       | B      |
| Scuderia Ferrari Marlboro   | 05  | Felipe Massa         | Ferrari F2007     | Ferrari 2.4 V8       | B      |
| Scuderia Ferrari Marlboro   | 06  | Kimi Räikkönen       | Ferrari F2007     | Ferrari 2.4 V8       | B      |
| Honda Racing F1 Team        | 07  | Jenson Button        | Honda RA107       | Honda 2.4 V8         | B      |
| Honda Racing F1 Team        | 08  | Rubens Barrichello   | Honda RA107       | Honda 2.4 V8         | B      |
| BMW Sauber F1 Team          | 09  | Nick Heidfeld        | BMW Sauber F1.07  | BMW 2.4 V8           | B      |
| BMW Sauber F1 Team          | 10  | Robert Kubica        | BMW Sauber F1.07  | BMW 2.4 V8           | B      |
| Panasonic Toyota Racing     | 11  | Ralf Schumacher      | Toyota TF107      | Toyota 2.4 V8        | B      |
| Panasonic Toyota Racing     | 12  | Jarno Trulli         | Toyota TF107      | Toyota 2.4 V8        | B      |
| Red Bull Racing             | 14  | David Coulthard      | Red Bull RB3      | Renault 2.4 V8       | B      |
| Red Bull Racing             | 15  | Mark Webber          | Red Bull RB3      | Renault 2.4 V8       | B      |
| AT&T Williams               | 16  | Nico Rosberg         | Williams FW29     | Toyota 2.4 V8        | B      |
| AT&T Williams               | 17  | Alexander Wurz       | Williams FW29     | Toyota 2.4 V8        | B      |
| AT&T Williams               | 38  | Kazuki Nakajima      | Williams FW29     | Toyota 2.4 V8        | B      |
| Scuderia Toro Rosso         | 18  | Vitantonio Liuzzi    | Toro Rosso STR-02 | Ferrari 2.4 V8       | B      |
| Scuderia Toro Rosso         | 19  | Sebastian Vettel     | Toro Rosso STR-02 | Ferrari 2.4 V8       | B      |
| Etihad Aldar Spyker F1 Team | 20  | Adrian Sutil         | Spyker F8-VII     | Ferrari 2.4 V8       | B      |
| Etihad Aldar Spyker F1 Team | 21  | Sakon Yamamoto       | Spyker F8-VII     | Ferrari 2.4 V8       | B      |
| Super Aguri F1 Team         | 22  | Takuma Satō          | Super Aguri SA07  | Honda 2.4 V8         | B      |
| Super Aguri F1 Team         | 23  | Anthony Davidson     | Super Aguri SA07  | Honda 2.4 V8         | B      |

Anmerkungen
1. 1 2  Im ersten freien Training ersetzte Nakajima Wurz. Wurz übernahm dann für das restliche Wochenende.

## Klassifikation

### Qualifying
| Pos. | Fahrer               | Konstrukteur       | Q1       | Q2       | Q3       | Start |
| ---- | -------------------- | ------------------ | -------- | -------- | -------- | ----- |
| 01   | Lewis Hamilton       | McLaren-Mercedes   | 1:35,798 | 1:35,898 | 1:35,908 | 01    |
| 02   | Kimi Räikkönen       | Ferrari            | 1:35,692 | 1:35,381 | 1:36,044 | 02    |
| 03   | Felipe Massa         | Ferrari            | 1:35,792 | 1:35,796 | 1:36,221 | 03    |
| 04   | Fernando Alonso      | McLaren-Mercedes   | 1:35,809 | 1:35,845 | 1:36,576 | 04    |
| 05   | David Coulthard      | Red Bull-Renault   | 1:36,930 | 1:36,252 | 1:37,619 | 05    |
| 06   | Ralf Schumacher      | Toyota             | 1:37,135 | 1:36,709 | 1:38,013 | 06    |
| 07   | Mark Webber          | Red Bull-Renault   | 1:37,199 | 1:36,602 | 1:38,153 | 07    |
| 08   | Nick Heidfeld        | BMW Sauber         | 1:36,737 | 1:36,217 | 1:38,455 | 08    |
| 09   | Robert Kubica        | BMW Sauber         | 1:36,309 | 1:36,116 | 1:38,472 | 09    |
| 10   | Jenson Button        | Honda              | 1:37,092 | 1:36,771 | 1:39,285 | 10    |
| 11   | Vitantonio Liuzzi    | Toro Rosso-Ferrari | 1:37,047 | 1:36,862 | –        | 11    |
| 12   | Sebastian Vettel     | Toro Rosso-Ferrari | 1:37,006 | 1:36,891 | –        | 17    |
| 13   | Jarno Trulli         | Toyota             | 1:37,209 | 1:36,959 | –        | 12    |
| 14   | Heikki Kovalainen    | Renault            | 1:37,225 | 1:36,991 | –        | 13    |
| 15   | Anthony Davidson     | Super Aguri-Honda  | 1:37,203 | 1:37,247 | –        | 14    |
| 16   | Nico Rosberg         | Williams-Toyota    | 1:37,144 | 1:37,483 | –        | 15    |
| 17   | Rubens Barrichello   | Honda              | 1:37,251 | –        | –        | 16    |
| 18   | Giancarlo Fisichella | Renault            | 1:37,290 | –        | –        | 18    |
| 19   | Alexander Wurz       | Williams-Toyota    | 1:37,456 | –        | –        | 19    |
| 20   | Takuma Satō          | Super Aguri-Honda  | 1:38,218 | –        | –        | 20    |
| 21   | Adrian Sutil         | Spyker-Ferrari     | 1:38,668 | –        | –        | 21    |
| 22   | Sakon Yamamoto       | Spyker-Ferrari     | 1:39,336 | –        | –        | 22    |

Anmerkungen
1. ↑  Vettel wurde er wegen Behinderung eines Konkurrenten im Qualifying um fünf Startplätze zurückversetzt.

### Rennen
| Pos. | Fahrer               | Konstrukteur       | Runden | Stopps | Zeit        | Start | Schnellste Runde |
| ---- | -------------------- | ------------------ | ------ | ------ | ----------- | ----- | ---------------- |
| 01   | Kimi Räikkönen       | Ferrari            | 56     | 2      | 1:37:58,395 | 02    | 1:38,285 (52.)   |
| 02   | Fernando Alonso      | McLaren-Mercedes   | 56     | 2      | + 9,806     | 04    | 1:37,991 (54.)   |
| 03   | Felipe Massa         | Ferrari            | 56     | 2      | + 12,891    | 03    | 1:37,454 (56.)   |
| 04   | Sebastian Vettel     | Toro Rosso-Ferrari | 56     | 1      | + 53,509    | 17    | 1:39,890 (52.)   |
| 05   | Jenson Button        | Honda              | 56     | 2      | + 1:08,666  | 10    | 1:38,913 (39.)   |
| 06   | Vitantonio Liuzzi    | Toro Rosso-Ferrari | 56     | 2      | + 1:13,673  | 11    | 1:39,654 (53.)   |
| 07   | Nick Heidfeld        | BMW Sauber         | 56     | 2      | + 1:14,224  | 08    | 1:39,325 (55.)   |
| 08   | David Coulthard      | Red Bull-Renault   | 56     | 2      | + 1:20,750  | 05    | 1:39,640 (55.)   |
| 09   | Heikki Kovalainen    | Renault            | 56     | 1      | + 1:21,186  | 13    | 1:39,331 (52.)   |
| 10   | Mark Webber          | Red Bull-Renault   | 56     | 3      | + 1:24,685  | 07    | 1:39,371 (55.)   |
| 11   | Giancarlo Fisichella | Renault            | 56     | 2      | + 1:26,683  | 18    | 1:38,900 (39.)   |
| 12   | Alexander Wurz       | Williams-Toyota    | 55     | 2      | + 1 Runde   | 19    | 1:39,743 (54.)   |
| 13   | Jarno Trulli         | Toyota             | 55     | 1      | + 1 Runde   | 12    | 1:39,911 (55.)   |
| 14   | Takuma Satō          | Super Aguri-Honda  | 55     | 1      | + 1 Runde   | 20    | 1:40,126 (54.)   |
| 15   | Rubens Barrichello   | Honda              | 55     | 3      | + 1 Runde   | 16    | 1:40,516 (54.)   |
| 16   | Nico Rosberg         | Williams-Toyota    | 54     | 3      | + 2 Runden  | 15    | 1:39,233 (54.)   |
| 17   | Sakon Yamamoto       | Spyker-Ferrari     | 53     | 4      | + 3 Runden  | 22    | 1:40,764 (52.)   |
| –    | Robert Kubica        | BMW Sauber         | 33     | 1      | DNF         | 09    | 1:40,926 (32.)   |
| –    | Lewis Hamilton       | McLaren-Mercedes   | 30     | 1      | DNF         | 01    | 1:43,131 (22.)   |
| –    | Ralf Schumacher      | Toyota             | 25     | 1      | DNF         | 06    | 1:44,062 (25.)   |
| –    | Adrian Sutil         | Spyker-Ferrari     | 24     | 2      | DNF         | 21    | 1:47,603 (22.)   |
| –    | Anthony Davidson     | Super Aguri Honda  | 11     | 1      | DNF         | 14    | 1:51,765 (09.)   |

## WM-Stände nach dem Rennen
Die ersten acht des Rennens bekamen 10, 8, 6, 5, 4, 3, 2 bzw. 1 Punkt(e).

### Fahrerwertung
| Pos. | Fahrer               | Konstrukteur     | Punkte |
| ---- | -------------------- | ---------------- | ------ |
| 01   | Lewis Hamilton       | McLaren-Mercedes | 107    |
| 02   | Fernando Alonso      | McLaren-Mercedes | 103    |
| 03   | Kimi Räikkönen       | Ferrari          | 100    |
| 04   | Felipe Massa         | Ferrari          | 86     |
| 05   | Nick Heidfeld        | BMW Sauber       | 58     |
| 06   | Robert Kubica        | BMW Sauber       | 31     |
| 07   | Heikki Kovalainen    | Renault          | 30     |
| 08   | Giancarlo Fisichella | Renault          | 21     |
| 09   | Nico Rosberg         | Williams-Toyota  | 15     |
| 10   | David Coulthard      | Red Bull-Renault | 14     |
| 11   | Alexander Wurz       | Williams-Toyota  | 13     |
| 12   | Mark Webber          | Red Bull-Renault | 8      |
| 13   | Jarno Trulli         | Toyota           | 7      |

| Pos. | Fahrer             | Konstrukteur                    | Punkte |
| ---- | ------------------ | ------------------------------- | ------ |
| 14   | Sebastian Vettel   | Toro Rosso-Ferrari / BMW Sauber | 6      |
| 15   | Jenson Button      | Honda                           | 6      |
| 16   | Ralf Schumacher    | Toyota                          | 5      |
| 17   | Takuma Satō        | Super Aguri-Honda               | 4      |
| 18   | Vitantonio Liuzzi  | Toro Rosso-Ferrari              | 3      |
| 19   | Adrian Sutil       | Spyker-Ferrari                  | 1      |
| 20   | Rubens Barrichello | Honda                           | 0      |
| 21   | Scott Speed        | Toro Rosso-Ferrari              | 0      |
| 22   | Anthony Davidson   | Super Aguri-Honda               | 0      |
| 23   | Sakon Yamamoto     | Spyker-Ferrari                  | 0      |
| 24   | Christijan Albers  | Spyker-Ferrari                  | 0      |
| –    | Markus Winkelhock  | Spyker-Ferrari                  | 0      |

### Konstrukteurswertung
| Pos. | Konstrukteur     | Punkte |
| ---- | ---------------- | ------ |
| 01   | Ferrari          | 186    |
| 02   | BMW Sauber       | 90     |
| 03   | Renault          | 51     |
| 04   | Williams-Toyota  | 28     |
| 05   | Red Bull-Renault | 24     |
| 06   | Toyota           | 12     |

| Pos. | Konstrukteur       | Punkte |
| ---- | ------------------ | ------ |
| 07   | Toro Rosso-Ferrari | 8      |
| 08   | Honda              | 6      |
| 09   | Super Aguri-Honda  | 4      |
| 10   | Spyker-Ferrari     | 1      |
| DQ   | McLaren-Mercedes   | 210    |

Anmerkungen
1. ↑  Aufgrund der Spionageaffäre wurde McLaren-Mercedes im Vorfeld des Großen Preises von Belgien aus der Konstrukteurs-WM ausgeschlossen, zu einer Strafe von 100 Millionen US-$ verurteilt und verlor sämtliche Punkte. Die Fahrer durften ihre Punkte jedoch behalten.